# أرتور ألفارادو
أرتور ألفارادو (بالإسبانية: Arturo Alvarado)‏ هو لاعب كرة قدم مكسيكي، ولد في 17 أغسطس 1987 في مونتيري في المكسيك. لعب مع أتلاتيكو إيرابواتو.

## وصلات خارجية
- أرتور ألفارادو على موقع قاعدة بيانات كرة القدم.إي يو (الإنجليزية)